# Marek Kossakowski (dziennikarz)

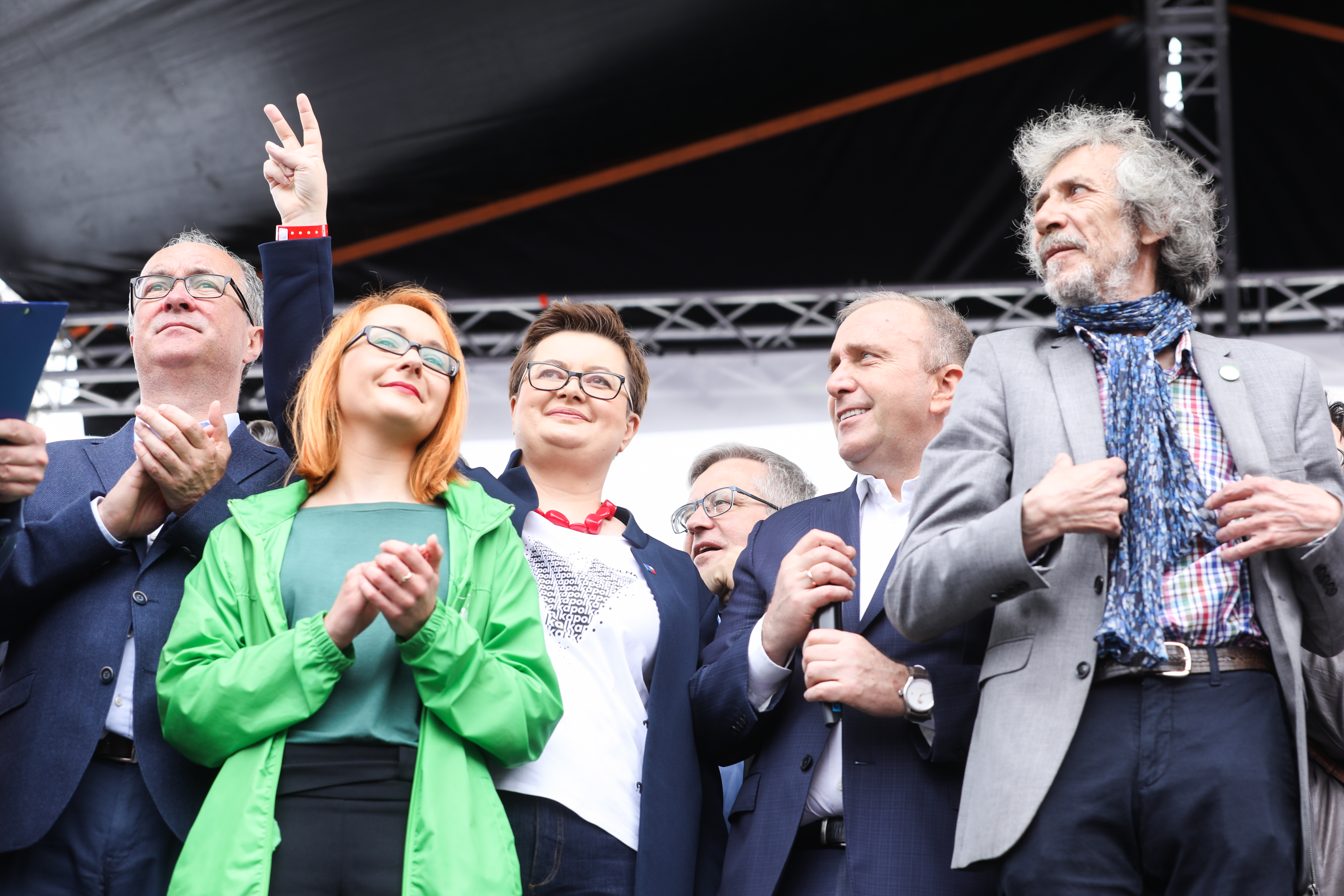
Marek Kossakowski obok liderów Koalicji Europejskiej (2019)

Marek Stanisław Kossakowski (ur. 18 marca 1952 w Warszawie) – polski dziennikarz i polityk, działacz opozycji demokratycznej w PRL, w latach 2016–2020 jeden z dwojga przewodniczących Partii Zieloni.

## Życiorys

### Działalność w PRL
W latach 70. studiował na Wydziale Polonistyki Uniwersytetu Warszawskiego i na Wydziale Reżyserii PWST w Warszawie. Pracował w poradni językowej Polskiego Radia (1980–1981) i jako asystent reżysera w Teatrze Wielkim w Warszawie (1983–1989). W latach 1980–1981 był współpracownikiem Komitetu Samoobrony Społecznej „KOR” i introligatorem w wydawnictwie Niezależnej Oficynie Wydawniczej, redaktorem „Niezależności” – biuletynu Regionu Mazowsze NSZZ „Solidarność”, a także kolporterem wydawnictw niezależnych. W stanie wojennym został internowany od 17 grudnia 1981 do 20 lipca 1982.
Po zwolnieniu z internowania ponownie zajął się organizowaniem działalności wydawniczej i kolportażem wydawnictw podziemnych. Na potrzeby wydawnicze udostępniał własne mieszkanie. Był współzałożycielem podziemnego pisma „Vacat” (w grudniu 1982). Od 1986 zaangażowany w Ruch Wolność i Pokój. Autor, redaktor i wydawca wydawnictw WiP-u. W maju 1987 współorganizował międzynarodowe seminarium „Pokój międzynarodowy i porozumienia helsińskie” w Warszawie. Uczestnik głodówki WiP-u we Wrocławiu w 1987. W 1989 podczas wyborów czerwcowych był przedstawicielem „Solidarności” ds. organizacji wyborów w województwie koszalińskim. Działał również w Komitecie Zakładowym „Solidarności” Pracowników Teatru Wielkiego w Warszawie.

### Działalność w III RP
Po 1989 pracował jako dziennikarz i redaktor w „Gazecie Wyborczej” (1989–2004), „Rzeczpospolitej” (2005–2006) i „Dzienniku” (2006–2007). W 2014 był kandydatem z listy Partii Zieloni do Rady m.st. Warszawy w wyborach samorządowych. 29 sierpnia 2015 został przewodniczącym koła warszawskiego partii, zaś 20 lutego 2016 wybrany został na przewodniczącego partii (w ramach parytetu wspólnie z Małgorzatą Tracz). Uczestnik marszów i demonstracji Komitetu Obrony Demokracji. W 2018 kandydował z listy Zielonych do sejmiku mazowieckiego. W 2019 jako współprzewodniczący Zielonych został jednym z liderów Koalicji Europejskiej i Koalicji Obywatelskiej. Funkcję współprzewodniczącego partii sprawował do stycznia 2020, kiedy to nie został na nią ponownie wybrany. Ubiegał się o to stanowisko również na kolejnym kongresie w styczniu 2022.
Był członkiem Stowarzyszenia Dziennikarzy Polskich (od 1989) i członkiem zarządu Stowarzyszenia Wolnego Słowa. W 2011 prezydent Bronisław Komorowski odznaczył go Krzyżem Kawalerskim Orderu Odrodzenia Polski. Wyróżniony także odznaką Zasłużony Działacz Kultury.